# 鋭ちゃんのあさいちラジオ
鋭ちゃんのあさいちラジオ（えいちゃんのあさいちラジオ ）は、毎日放送ラジオ（MBSラジオ）で毎週土曜日の6:00～8:00に生放送されていたワイド番組である。

## 概要
2000年10月にスタートし、元ABCアナウンサー・元参議院議員でのちにフリーアナウンサー・政治評論家・タレントとして活躍していた中村鋭一が朝日放送のアナウンサー時代以来という早朝番組に挑戦することで話題を集めた。2001年の4 - 9月には一時期帯番組（5:30 - 6:30、木曜と金曜は柏木宏之が担当）となったが、半年で土曜日週1回の番組に落ち着いた。
番組は中村の格言（座右の銘）とも言える「陽気に元気にいきいきと!!」をテーマに、早朝早起きをしているリスナーと共に週末の朝を清々しく迎えようという趣旨で放送され、政治・社会問題からスポーツ、健康の話題、ゲストとのトークコーナーなどの内容であった。アシスタントは土谷多恵子が務めていた。
2008年3月29日に放送が終了した。後継番組は、加藤ヒロユキがパーソナリティを務める『加藤ヒロユキ 週末のソムリエ』で、同年4月5日から放送が開始された。

## 出演者
- 中村鋭一
- 土谷多恵子

## タイムテーブル

### 土曜日版
- 6:00 オープニング
- 6:10 歳時記～今日の一句
- 6:20 あさいちウィークリーヘッドライン
- 6:35 鋭ちゃんのスポーツ万華鏡
- 7:00 MBSニュース（ニッポン放送・お早うネットワークからのCM受け）
- 7:15 鋭ちゃんオンステージ
- 7:25 鋭ちゃんこぼれ話
- 7:35 ドクターM
- 7:45 あさいちゲスト
- 7:55 エンディング

### 平日版
- 6時過ぎにMBSニュースを挿入する以外は特に大きなコーナーはなく、中村（木・金曜日のみ柏木）がその日のニュースや朝刊記事の解説をするものだった。